# Buchioidea
Buchioidea zijn een uitgestorven superfamilie van tweekleppigen uit de orde Pectinida.

## Taxonomie
De volgende families zijn bij de superfamilie ingedeeld:
- † Buchiidae Cox, 1953
- † Dolponellidae Waterhouse, 2001
- † Monotidae P. Fischer, 1886